# Soulaire-et-Bourg
Soulaire-et-Bourg é uma comuna francesa na região administrativa da Pays de la Loire, no departamento de Maine-et-Loire. Estende-se por uma área de 18,08 km². Em 2010 a comuna tinha 1 533 habitantes (densidade: 84,8 hab./km²).